# Matteo Volante
 Matteo Volante  (nacido el 29 de abril de 1984) es un tenista profesional italiano, nacido en la ciudad de Busto Arsizio, Italia.

## Carrera
Su mejor ranking individual es el Nº 442 alcanzado el 22 de setiembre de 2008, mientras que en dobles logró la posición 217 el 15 de abril de 2013.
No ha logrado hasta el momento títulos de la categoría ATP ni de la ATP Challenger Tour, aunque sí ha obtenido varios títulos Futures tanto en individuales como en dobles.